# Pawpawsaurus
Pawpawsaurus é uma espécie de dinossauro da família Nodosauridae. Seus restos fósseis foram encontrados na formação Paw Paw no Texas em maio de 1992.